# Seznam představitelů Polné
Toto je seznam nejvyšších představitelů města Polná. V letech 1850–1945 byl nejvyšší představitel města nazýván starostou, v letech 1945–1990 předsedou Městského národního výboru a od roku 1990 se držitel nejvyšší funkce v místní samosprávě nazývá opět starosta.

## Seznam představitelů od roku 1850
| Jméno                              | funkce             | od                 | do                | důvod                                               | povolání                                     |
| ---------------------------------- | ------------------ | ------------------ | ----------------- | --------------------------------------------------- | -------------------------------------------- |
| PhMr. Vojtěch Jan Sies (1785–1852) | starosta           | 27. července 1850  | 2. prosince 1852  | úmrtí                                               | lékárník a předseda měšťanského pivovaru     |
| Vincenc Losenický (1797–1855)      | starosta           | 1852               | 21. května 1855   | úmrtí                                               | nejstarší obecní radní, řezník               |
| Jan František Culka (1798–1868)    | úřadující radní    | 21. května 1855    | 1861              |                                                     | radní                                        |
| Adolf Varhánek (1819–1864)         | starosta           | 1861               | 5. ledna 1864     | úmrtí                                               | mydlářský mistr                              |
| Emanuel Ráček (1817–1866)          | starosta           | 1864               | červenec 1865     | nemoc                                               | obchodník                                    |
| Antonín Pittner (1814–1897)        | starosta           | 6. srpna 1865      | 3. prosince 1888  |                                                     | obchodník, starosta okresního zastupitelstva |
| František Chaloupka (1846-1917)    | starosta           | 3. prosince 1888   | 20. července 1889 | demise (služební přeložení)                         | c. k. notář                                  |
| Theodor Sadil (1839–1913)          | starosta           | 4. srpna 1889      | 1894              |                                                     | pekař                                        |
| Rudolf Sadil (1848–1917)           | starosta           | 1894               | 1905              | demise (rozepře v zastupitelstvu)                   | hostinský                                    |
| Jindřich Volenec (1864–1942)       | starosta           | 31. května 1905    | 6. ledna 1919     | demise (nátlak obyvatel)                            | panský sládek, později majitel pivovaru      |
| Bedřich Zapletal (1875–1943)       | starosta           | 16. ledna 1919     | 1919              | zvolen starostou, ale funkci nepřijal               | tiskař                                       |
| František Salášek (1875–1946)      | starosta           | 1919               | 30. září 1921     | demise (rozepře v zastupitelstvu, zdravotní důvody) | statkář, majitel škrobárny                   |
| Alois Gabriel (1878-1952)          | starosta           | 21. srpna 1922     | 18. prosince 1922 | služební přeložení do Mnichova Hradiště             | notář                                        |
| Augustin Sedlák (1860–1942)        | starosta           | 1922               | 5. listopadu 1927 |                                                     | soukeník, radní                              |
| Rudolf Aron (1889–1971)            | starosta           | 5. listopadu 1927  | 5. června 1931    |                                                     | strojník                                     |
| Jindřich Volenec (1864–1942)       | starosta           | 5. června 1931     | 29. května 1938   |                                                     | ředitel měšťanského pivovaru                 |
| Jaroslav Zacharník (1890–1975)     | starosta           | 13. června 1938    | 5. května 1945    | výzva revolučního národního výboru                  |                                              |
| Jindřich Pešák (1893–1979)         | předseda RNV a MNV | 24. dubna 1945     | 1946              | pracovní vytížení (stal se poslancem)               | obuvník                                      |
| Josef Forstner (1898–1974)         | předseda MNV       | 4. července 1946   | 23. června 1950   | demise (rozepře na MNV)                             | sedlářský a čalounický mistr                 |
| Josef Píša (1903–1974)             | předseda MNV       | 1950               | 8. listopadu 1950 | odvolán                                             | zaměstnanec ČSD a trestní radní              |
| Josef Forstner (1898–1974)         | předseda MNV       | 8. listopadu 1950  | 1962              | penze                                               |                                              |
| Bohumil Oberreiter (1919–1992)     | předseda MNV       | 1962               | 1980              |                                                     |                                              |
| František Pospíchal (1938)         | předseda MNV       | 19. června 1981    | 1986              |                                                     |                                              |
| RSDr. Miloslav Vlach (1929–1991)   | předseda MNV       | 12. června 1986    | 15. února 1990    | demise (reakce na listopad 1989)                    |                                              |
| Jan Petr (1932–1990)               | předseda MNV       | 15. února 1990     | 1. září 1990      | úmrtí                                               |                                              |
| Radim Janů (1937)                  | starosta           | 24. listopadu 1990 | 1998              |                                                     |                                              |
| Jindřich Skočdopole (1955)         | starosta           | 1998               | dosud             |                                                     | ředitel SOU na Kateřinově                    |